# Wilhelm Autenrieth
Wilhelm Autenrieth (* 1. April 1863 in Langensteinbach, Baden; † 25. Januar 1926 in Freiburg im Breisgau) war ein deutscher Pharmazeut.

## Leben
Autenrieth studierte in Berlin und Freiburg im Breisgau Chemie und Pharmazie und wurde 1888 in Erlangen promoviert. Als Assistent an der Medizinischen Fakultät in Freiburg konnte sich Autenrieth 1895 habilitieren und wirkte dort noch fünf Jahre.
1900 berief man Autenrieth zum Außerordentlichen Professor der medizinischen und pharmazeutischen Chemie. Dort gehörte ab 1901 der Chemiker August Brüning zu seinen Schülern. 1921 wurde er Leiter der Pharmazeutisch-Medizinischen Abteilung des Chemischen Instituts der Universität Freiburg. Hier entwickelte er zusammen mit Johann Koenigsberger speziell für Laboratorien ein Kolorimeter. Als Toxikologe befasste sich Autenrieth auch häufig mit Giftuntersuchungen in Kriminalfällen.
Wilhelm Autenrieth verstarb am 25. Januar 1926 im Alter von 62 Jahren in Freiburg im Breisgau.

## Werke
- Die Auffindung der Gifte und stark wirkender Arzneistoffe. 1892.  4. Auflage: Mohr, Tübingen 1909 (Digitalisat)
- Qualitative chemische Analyse. Ein Leitfaden zum Gebrauche in chemischen Laboratorien. Mohr, Freiburg i. B 1897 (Digitalisat)
  - 2. Auflage Tübingen 1907 (Digitalisat)
- Quantitative chemische Analyse : Gewichtsanalyse, Maassanalyse und physiologisch-chemische Bestimmungen; zum Gebrauche in chemischen Laboratorien ; mit 15 Abb. Mohr, Freiburg i. B. 1899 Digitalisierte Ausgabe der Universitäts- und Landesbibliothek Düsseldorf